# Theodore W. Hukriede
Theodore Waldemar Hukriede, född 9 november 1878 i Warren County i Missouri, död 14 april 1945 i Warrenton i Missouri, var en amerikansk republikansk politiker. Han var ledamot av USA:s representanthus 1921–1923.
Hukriede studerade vid Central Wesleyan College och University of Missouri. År 1903 inledde han sin karriär som advokat i Warrenton i Missouri.
Hukriede besegrade sittande kongressledamoten Champ Clark i kongressvalet 1920. Clark avled i ämbetet strax innan mandatperiodens slut och Hukriede tillträdde ämbetet vid den nya mandatperiodens början. I kongressvalet 1922 besegrades han sedan av Clarence Cannon.
Hukriede tillträdde 1943 som ledamot av Missouris representanthus och avled 1945 i ämbetet. Hans grav är på Warrenton City Cemetery i Warrenton.